# جوزف هیپوورت
جوزف هیپوورت، (انگلیسی: Joseph Hepworth؛ ۱ ژانویه ۱۸۳۴ – ۱ ژانویه ۱۹۱۱) کارآفرین، بازرگان و مدیر ارشد اجرایی بریتانیایی بود، که در سال ۱۸۶۴ شرکت نکست پی‌ال‌سی را تأسیس کرد.